# Almágy
Almágy (más néven Gömöralmágy, szlovákul Gemerský Jablonec) község Szlovákiában, a Besztercebányai kerület Rimaszombati járásában. A Novohrad-Nógrád UNESCO Globális Geopark települése.

## Fekvése
Rimaszombattól 35 km-re, délre található.

## Története
1275-ben "Almag" néven említik először, de már a 11. században is létezett. Kisnemesek birtoka volt. A falunak már a középkorban is volt temploma, a jelenlegi templom elődje. 1554-től a töröknek fizetett adót. A török elnyomás és fosztogatások elől lakóinak nagy része elmenekült a faluból. A török kiűzése után újranépesült. 1773-ban 38 jobbágy és 2 zsellércsalád lakta. 1828-ban 59 házában 541 lakos élt, akik főként mezőgazdasággal foglalkoztak. Mezőgazdasági jellegét később is megőrizte.
Vályi András szerint "ALMAGY. Magyar falu Gömör Vármegyében, birtokosai több Nemes Urak, lakosai katolikusok, fekszik Egyházas Bástól, mellynek filiája nem messze. Határbéli főldgye, hegyes, és völgyes, de meglehetős búzát terem, károsítyák vidékjét a’ nagy záporok, mivel gödrös fekvése miatt nem tragyáztattathatik, legelője szoross, mind a’ két féle fája van, malma is helyben, kendert áztató víze alkalmatos, melly tulajdonságaihoz képest a’ harmadik Osztályba tétettetett."
Fényes Elek geográfiai szótárában "Almágy, magyar falu, Gömör és Kis-Honth egyesült vgyékben, Hajnácskőhöz délre 1/4 órányira, a Gortva vize mellett: 564 kath. lak. Határa hegyes, s a záporoktól sokat szenved; legelője szűk; erdeje nagy. F. u. többen. Ut. p. Rimaszombat."
Gömör-Kishont vármegye monográfiája szerint "Almágy, a Gortva patak mellett fekvő magyar kisközség. Házainak száma 119, a lakosoké, kik mindannyian róm. katholikusok, 669. E községről már 1343-ban találunk okleveles nyomokat, a mikor Almag néven van nevezve. Földesurai régente a Kubinyiak voltak, most pedig báró Kemény Gejzának, Margulit Gyulának és Braun Mórnak van itt nagyobb birtoka. A községhez tartozó Templomalja, Osztás rét, Csomoklyaháza és Csáté rét nevezetű dűlők bizonyos jelentőséggel látszanak bírni. A falu kath. templomának építési ideje meg nem állapítható. 1889-ben a községnek nagyobb része leégett. Almágyhoz tartoznak Belezsér és Bakóháza puszták is, melyeknek mindegyike egy-egy elpusztult községnek az emlékét tartja fenn. Bakóházát már egy 1427-ből való oklevél említi. A mult században Bakaháza néven is szerepel és ekkor a báró Kemény család bírja. Belezsér puszta 1461-ben Beleser alakban van említve az egykorú oklevelekben. A község körjegyzőségi székhely, postája, távírója és vasúti állomása Ajnácskő."
A trianoni békeszerződésig Gömör-Kishont vármegye Feledi járásához tartozott, ezután a csehszlovák állam része lett. 1920-tól Jablonica, 1927-től Almáď, 1948-tól Gemerský Jablonec a hivatalos neve. 1938 és 1944 között újra Magyarországhoz tartozott.

## Népessége
| Év:            | 1994. | 2004.   | 2014.   | 2024.   |
| -------------- | ----- | ------- | ------- | ------- |
| Emberek száma: | 662   | 686     | 715     | 690     |
| Eltérés:       |       | +3,62 % | +4,22 % | -3,49 % |

| Év:            | 2023. | 2024.   |
| -------------- | ----- | ------- |
| Emberek száma: | 708   | 690     |
| Eltérés:       |       | -2,54 % |

1880-ban 428 lakosából 416 magyar és 2 szlovák anyanyelvű volt.
1890-ben 540 lakosából 534 magyar és 2 szlovák anyanyelvű volt.
1900-ban 669 lakosából 665 magyar, 2 szlovák és 1 német anyanyelvű volt. Ebből 628 római katolikus, 24 izraelita, 12 református, 3 evangélikus és 2 görög katolikus vallású volt.
1910-ben 677 lakosából 676 magyar és 1 szlovák anyanyelvű volt.
1921-ben 726 lakosából 722 magyar és 4 csehszlovák volt.
1930-ban 884 lakosából 737 magyar, 13 csehszlovák, 10 zsidó, 62 egyéb nemzetiségű és 62 állampolgárság nélküli volt.
1941-ben 789 lakosából 786 magyar és 2 szlovák volt.
1970-ben 786 lakosából 752 magyar és 34 szlovák volt.
1980-ban 718 lakosából 684 magyar és 33 szlovák volt.
1991-ben 712 lakosából 674 magyar és 31 szlovák volt.
2001-ben 701 lakosából 629 (89.7%) magyar és 61 (8.7%) szlovák volt.
2011-ben 693 lakosából 536 magyar, 77 szlovák és 54 roma.

## Nevezetességei
- A római katolikus templom eredetileg 13. századi román stílusú volt, de a 18. században átalakították.
- Gazdag néprajzi hagyományokkal rendelkező falu, szabadtéri színpadán népművészeti fesztiválokat rendeznek.